# SAKE NEW WORLD
『SAKE NEW WORLD』（サケ・ニュー・ワールド）は、日本酒に特化したテレビ朝日の情報・ドキュメンタリー番組。
2019年4月20日（同年4月19日深夜）から6月29日（同年6月28日深夜）に第1期として放送し、2020年4月4日から6月13日に、第2期として再開し放送した。

## 概要
日本以外でも、海外の酒好きや美食家からも注目され、世界各国で多くのファンを生み出し続けている「日本酒」。その現在と未来、新たな可能性、これまでにない楽しみ方などの最新情報を、中田英寿が紹介していく。

## 出演者

### ナビゲーター
- 中田英寿[2][3]

### ナレーション
- 佐藤朱[1]

## 放送時間
※表記は全て日本時間、テレビ朝日のみでの放送。
第1期（2019年4月 - 6月）
- 土曜日0:15 - 0:20（金曜日深夜）

第2期（2020年4月 - 6月）
- 土曜日9:55 - 10:00